# Capucine (actrice)
Pour les articles homonymes, voir Capucine et Lefèbvre.
Germaine Lefebvre, dite Capucine, est une actrice et mannequin, de nationalité française, née le 6 janvier 1928 à Saint-Raphaël (France) et morte le 17 mars 1990 à Lausanne en Suisse.
Mannequin majeur des années 1950, elle reste surtout connue pour ses films hollywoodiens au début des années 1960 et notamment son rôle de Simone Clouseau dans La Panthère rose et ses suites.

## Biographie

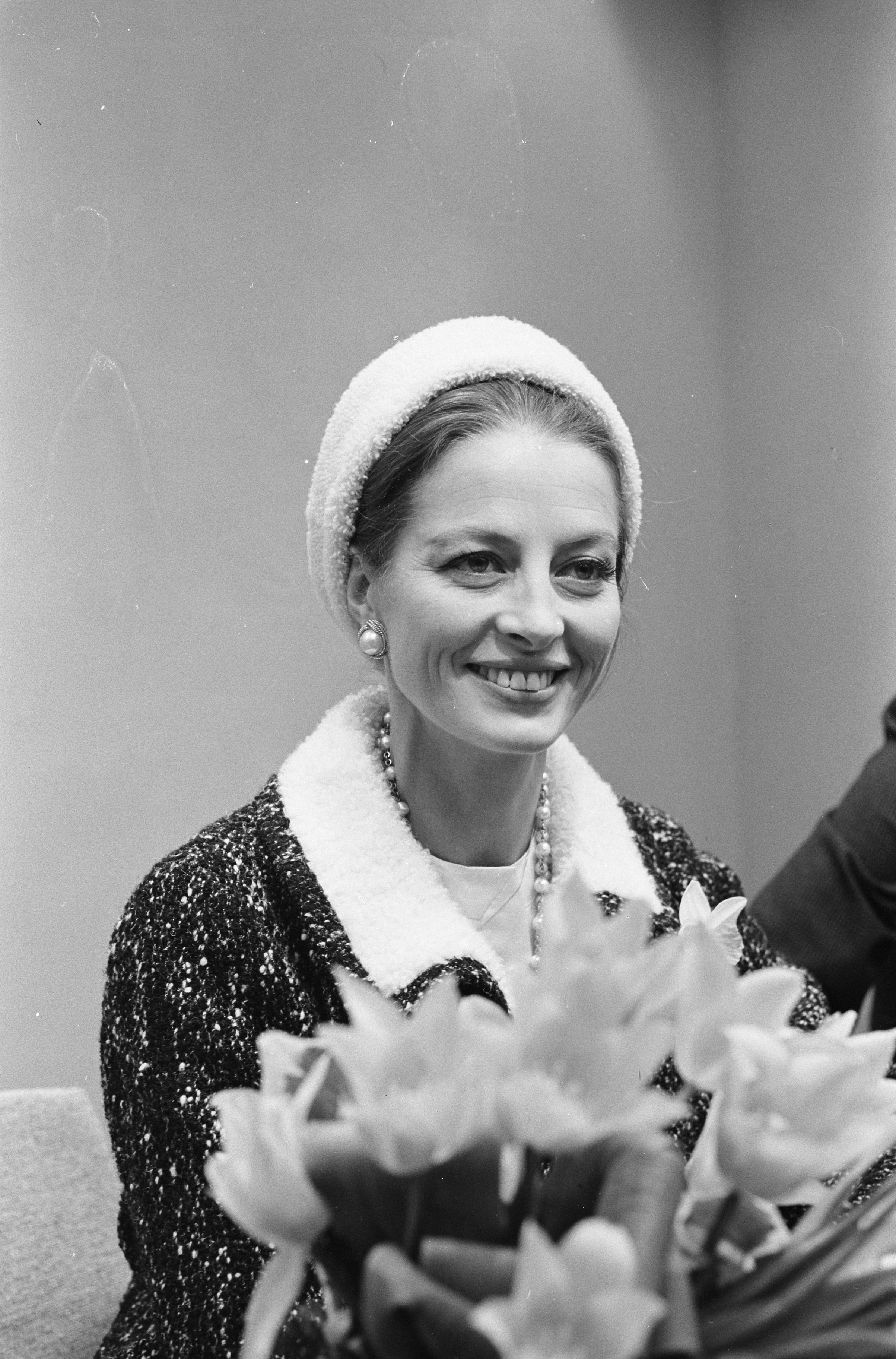
Capucine à l'aéroport d'Amsterdam-Schiphol en avril 1962, photographiée par Harry Pot de l’agence Anefo (fonds des Archives nationales des Pays-Bas).

Germaine Lefebvre naît 6 janvier 1928 à Saint-Raphaël, sur la Côte d'Azur et passe son enfance à Toulon. Sa famille s'installe ensuite à Saumur où elle fait ses études. Sur les conseils d'un ami photographe, elle abandonne ses études pour devenir mannequin, pensant que ce métier lui permettrait de s'offrir des cours d'art dramatique. Durant la période où elle suit les cours de Jacques Charon au théâtre de l'Œuvre, elle prend le pseudonyme de Capucine.

### Mannequinat
Vers l'âge de 17 ans, Capucine débute dans la cabine de Germaine Lecomte, une maison de couture de l'avenue Matignon. Simultanément, elle pose pour de nombreuses publicités, puis passe rapidement chez Maggy Rouff.
En 1952, avec son « regard perdu au loin, l'air hautain et désincarné » correspondant aux critères de l'époque, elle devient mannequin pour Givenchy ; Hubert de Givenchy dira qu'« elle était surtout une grande amie personnelle, quelqu'un que j'ai aimé tout particulièrement » et l'habillera durant toute sa vie ; le mois de sa mort en 1990, elle posera pour Vogue Italia en Givenchy,.
C’est également des années 1950 que date son amitié avec Audrey Hepburn qui faisait, elle aussi, ses débuts dans le mannequinat et deviendra l'égérie de Givenchy. Leurs liens demeureront indéfectibles jusqu’à la disparition de Capucine.
Elle alterne ses activités chez Givenchy avec de la représentation, habillée en Dior, Fath ou Balmain pour le compte de la Chambre syndicale de la haute couture. Sa première couverture du Vogue français est photographiée par Henry Clarke, elle travaille avec Jean Chevalier du Elle français, ainsi qu’avec le prolifique photographe Georges Dambier. Elle est également photographiée par Capa, pourtant peu au fait de la mode, en 1951.

### Cinéma

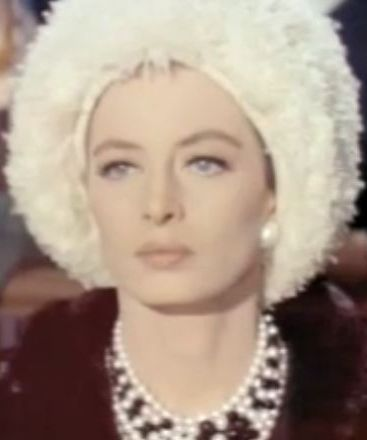
Dans La Panthère rose de Blake Edwards (1963)

Capucine débute au cinéma en 1948 dans L'Aigle à deux têtes de Jean Cocteau. Elle enchaîne avec Rendez-vous de juillet de Jacques Becker où elle fait une brève apparition.
Vers la fin des années 1950, remarquée lors d’un défilé de mode par le réalisateur américain Charles K. Feldman, elle part pour Hollywood où elle se perfectionne en suivant les cours d’art dramatique de Gregory Ratoff.
Elle tourne ensuite dans plusieurs productions américaines. De cette époque date en 1960, Le Bal des adieux de Charles Vidor et George Cukor, et surtout Le Grand Sam où la critique américaine remarque que « Capucine, la svelte actrice française engagée pour jouer « Ange », apporte au film une heureuse touche de classe », auprès de son partenaire John Wayne et que « Capucine met beaucoup plus d’intensité dans son interprétation de fille de dancing terreux qu’elle ne l’a fait précédemment dans son rôle larmoyant du Bal des adieux » selon The New York Times,. On notera également sa prestation dans La Rue chaude d’Edward Dmytryk en 1962.
Mais son rôle le plus marquant de cette période demeure sans doute celui de Simone Clouseau, épouse du célèbre inspecteur interprété par Peter Sellers dans La Panthère rose de Blake Edwards en 1963 (et deux de ses suites, vingt ans plus tard). On se souvient également de son personnage de « princesse Dominique » dans Guêpier pour trois abeilles de Joseph L. Mankiewicz, où elle rivalise avec Susan Hayward et Maggie Smith auprès de Rex Harrison (1967).
Elle regagne l’Europe vers le milieu des années 1960 où elle poursuit sa carrière en tournant en France, en Allemagne et en Italie, tout en effectuant quelques allers-retours aux États-Unis pour participer à des séries télévisées. Le film le plus marquant de cette période est sans conteste le Satyricon de Federico Fellini, dans lequel elle endosse le rôle atypique de Tryphène (1969).
Le 17 mars 1990, vivant seule et se sachant gravement malade, elle se suicide par défenestration à Lausanne,.
Négligée par le cinéma français, elle devint l’une des rares modèles à faire une carrière notable au cinéma, telle Suzy Parker. Star française d’Hollywood, elle représenta l’archétype de la française pour le cinéma américain des années 1960.

### Vie privée
Capucine s'est mariée en 1947 avec l’acteur Pierre Trabaud, son partenaire de Rendez-vous de juillet, mais leur union n'a duré que 3 ans. Elle a également entretenu une liaison de deux ans avec William Holden — alors marié —, rencontré sur le tournage du Lion en 1962.

## Filmographie

### Cinéma
- 1948 : L'Aigle à deux têtes de Jean Cocteau : la dame en couple au buffet (sous le nom de Germaine Lefebvre)
- 1949 : Rendez-vous de juillet de Jacques Becker : une amie de Pierre (non créditée)
- 1949 : Branquignol de Robert Dhéry : une cow-girl
- 1950 : Ce siècle a cinquante ans de Denise Tual : elle-même
- 1950 : Mon ami Sainfoin de Marc-Gilbert Sauvajon : rôle indéterminé
- 1950 : Bertrand cœur de lion de Robert Dhéry : la baronne
- 1952 : Quatre roses rouges (Quattro rose rosse) de Nunzio Malasomma : Colette (sous le nom de Valerie Darc, un pseudonyme)
- 1955 : Frou-frou d'Augusto Genina : une amie d'Arthus, le peintre
- 1955 : Mademoiselle de Paris de Walter Kapps : elle-même
- 1960 : Le Bal des adieux (Song Without End) de Charles Vidor et George Cukor : la princesse Carolyne
- 1960 : Le Grand Sam (North to Alaska) d’Henry Hathaway : « Ange » Michelle Bonnet
- 1961 : Le Triomphe de Michel Strogoff de Victor Tourjanski : Tatiana
- 1962 : La Rue chaude (Walk on the Wild Side) d'Edward Dmytryk : Hallie Gerard
- 1962 : Le Lion (The Lion) de Jack Cardiff : Christine
- 1962 : Les Don Juan de la Côte d'Azur (I Don Giovanni della Costa Azzurra) de Vittorio Sala : une stripteaseuse
- 1963 : La Panthère rose (The Pink Panther) de Blake Edwards : Simone Clouseau
- 1964 : La Septième Aube (The 7th Dawn) de Lewis Gilbert : Dhana
- 1965 : Quoi de neuf, Pussycat ? (What's New, Pussycat?) de Clive Donner : Renée Lefebvre
- 1966 : Les Ogresses (Le fate) d'Antonio Pietrangeli, sketch Fata Marta : Marta
- 1967 : Guêpier pour trois abeilles (The Honey Pot) de Joseph L. Mankiewicz : la princesse Dominique
- 1968 : Las crueles de Vicente Aranda : Lucia Fonte
- 1969 : Satyricon (Fellini Satyricon) de Federico Fellini : Tryphène
- 1969 : Fraulein Doktor d'Alberto Lattuada : docteur Saforet
- 1971 : Soleil rouge (Red Sun) de Terence Young : Pepita
- 1971 : Ciao Federico !, film-documentaire de Gideon Bachman : elle-même
- 1975 : L'Incorrigible de Philippe de Broca : Hélène
- 1975 : Jackpot de Terence Young (inachevé)
- 1976 : Per amore de Mino Giarda : Marina Reggiani
- 1976 : Bluff (Bluff storia di truffe e di imbroglioni) de Sergio Corbucci : Belle Duke
- 1976 : Mœurs cachées de la bourgeoisie (Ritratto di borghesia in nero) de Tonino Cervi : Amalia Mazzarini
- 1977 : Ecco noi per esempio... de Sergio Corbucci : la femme de Click
- 1978 : Mélodie meurtrière (Giallo napoletano) de Sergio Corbucci : sœur Angela
- 1979 : De l'enfer à la victoire (Contro 4 bandiere) d’Umberto Lenzi : Nicole Levine
- 1979 : Le Trésor de la montagne sacrée (Arabian Adventure) de Kevin Connor : Vahishta
- 1979 : Nom de code : Jaguar (Jaguar Lives!) d'Ernest Pintoff : Zina Vanacore
- 1982 : Aphrodite de Robert Fuest : Lady Suzanne Stanford
- 1982 : À la recherche de la Panthère rose (Trail of the Pink Panther) de Blake Edwards : Lady Simone Litton
- 1983 : L'Héritier de la Panthère rose (Curse of the Pink Panther) de Blake Edwards : Lady Simone Litton
- 1983 : Balles perdues de Jean-Louis Comolli : Mme Teufminn
- 1987 : Sentences de mort (Le foto di Gioia) de Lamberto Bava : Flora
- 1987 : Mes quarante premières années (I miei primi quarant'anni) de Carlo Vanzina : la princesse Caracciolo
- 1988 : Pigmalione 88 de Flavio Mogherini : Alexandra
- 1989 : Helmut Newton: Frames from the Edge, film-documentaire d'Adrian Maben : elle-même

### Télévision
- 1972 : Search, épisode La Disparition (The Murrow Disappearance) : Silvana Tristano
- 1976 : Cinéma 16, épisode Ne pas déranger de Jean Cayrol : Mme Duval
- 1976 : La Pêche miraculeuse, téléfilm en 6 épisodes de Pierre Matteuzi : Mlle du Colombier
- 1979 : Martin Eden, téléfilm en 5 épisodes de Giacomo Battiato : Mrs. Morse
- 1980 : Orient-Express, épisode Antonella de Daniele D'Anza : Diana
- 1982 : Pour l'amour du risque (Hart to Hart), épisode La Voleuse de diamants (Hart of Diamonds) de Harry Winer : Lily Von Borg
- 1982 : Les Invités, téléfilm de Roger Pigaut : Blanche Dubourg
- 1984 : Série noire, épisode Noces de soufre de Raymond Vouillamoz : la veuve Castagner
- 1984 : Rouge Capucine, téléfilm de Michel Soutter : Irène
- 1985 : Arabesque, épisode Dessine-moi un assassin (Paint Me a Murder) de John Llewellyn Moxey : Belle Chaney
- 1985 : Voglia di cantare, mini-série télévisée de Vittorio Sindoni : la mère de Claudia
- 1986 : La Griffe du destin (Sins), mini-série télévisée de Douglas Hickox : Odile
- 1986 : Madame et ses flics, épisode La Robe qui tue de Roland-Bernard : Madame Pomm
- 1986 : Onora il padre, téléfilm de Stefano Ferrari : la comtesse
- 1987 : Gila and Rik, téléfilm d'Enzo Doria : Camilla
- 1989 : Quartier nègre (Barrio negro) de Pierre Koralnik (inédit en salle, diffusion télévisée en 1995)
- 1989 : Una verità come un'altra, téléfilm de Gianluigi Calderone
- 1990 : Détective Gentleman (Blaues Blut), mini-série de Brian Clemens : comtesse von Altenberg
- 1990 : Coupable ou non coupable (Il giudice istruttore), épisode Il caso Corderi de Gianluigi Calderone : Signora Corderi

## Distinctions

### Nominations
- Golden Globes 1961 : meilleure actrice dans un film musical ou une comédie pour Le Bal des adieux.
- Laurel Awards 1961 : révélation féminine (8e place).